# 119 (film)
Pour les articles homonymes, voir 119 (homonymie).
Pour plus de détails, voir Fiche technique et Distribution.
119 est un film japonais réalisé par Naoto Takenaka, sorti en 1994.

## Synopsis
Le quotidien des pompiers de la ville de Harakuri-cho, qui n'a pas connu d'incendie depuis dix-hut ans.

## Fiche technique
- Titre : 119
- Réalisation : Naoto Takenaka
- Scénario : Naoto Takenaka
- Photographie : Yasushi Sasakibara
- Montage : Yoshiyuki Okuhara
- Société de production : Shōchiku, TV Tokyo et Image Factory
- Pays :  Japon
- Genre : Drame
- Durée : 115 minutes
- Dates de sortie : 
  -  Japon : 5 novembre 1994

## Distribution
- Hidekazu Akai : Nobuyuki Ishii
- Kyōka Suzuki : Momoko Hibino
- Naoto Takenaka : Tatsuya Tsuda
- Shin'ya Tsukamoto : Masāki Tomita
- Yōichi Nukumizu : Yuichi Nakae
- Tadanobu Asano : Satoshi Matsushita
- Kanji Tsuda : Hiroshi Morishita

## Distinctions
Le film a été nommé pour sept Japan Academy Prizes et a reçu celui de la meilleure musique.